# Sabidomethode
De sabidomethode is een methodologie die wordt gebruikt om soaps te ontwerpen en uit te zenden op radio en televisie. Deze soaps dienen om de bevolking te informeren en nieuwe sociale waarden aan te leren en mee te geven. Ze lopen een tijdje, maar eindigen altijd met een happy end. Men geeft dus de waarden en normen op een moderne manier weer.
Deze sociale leertheorie is in de jaren 70 uitgevonden door Miguel Sabido, een pionier in de nieuwe sociologische communicatie. 

## Miguel Sabido
Miguel Sabido bedacht het concept in de jaren 70 toen hij vicepresident was van de afdeling research van de Mexicaanse televisie. Samen met Bill Ryerson en David Poin Dexter heeft hij decennialang gewerkt om de methode te verbeteren en het te leren gebruiken in programma’s in Afrika, Azië en Latijns-Amerika. 

## Doel van de methode
Via deze methode kunnen mensen uit ontwikkelingslanden zaken bijleren over gevoelige onderwerpen zoals seks, abortus, aids of familieplanning op een niet bedreigende manier. Door de karakters te laten groeien en waarden te geven, zorgt de sabidomethode voor een groot en loyaal publiek. Ook leren de series het publiek wijze beslissingen te maken. De sabidomethode kent drie soorten personages, waarin je je kan herkennen:
- Slechte personages tonen geen gewenst gedrag en wordt gestraft.
- Goede personages tonen gewenst gedrag en worden beloond.
- Twijfelaars of transitiefiguren maken een standpuntwisseling en gaan van goed naar slecht. Zij zijn vaak de identificatiepersonages.

## Effecten van de sabidomethode
Het zet de mensen aan tot praten. De onderwerpen van de telenovella zullen dus meer aandacht krijgen, waardoor men automatisch een positief effect waarneemt. Het vergroot ook de kennis van de mensen en zorgt voor informatieverzoekgedrag. Mensen zullen meer willen weten over dingen die te maken hebben met hun leven en gaan verder op het onderwerp in. Als laatste treedt er ook een positieve gedragsverandering op. Dit is het uiteindelijke doel van de sabidomethode. Opvallend is ook dat de effecten groter zijn in niet-westerse culturen. De series zijn er populairder en veel mensen kijken samen en prater erover om meningen en ervaringen uit te wisselen. De radiosoaps zorgen ook voor een mondelinge overleveringstraditie. De positieve invloeden blijven dus behouden.

## Acompaname
Acompaname is de eerste soap met deze methode als basis. Acompaname betekent ‘vergezel me’ en werd negen maanden lang uitgezonden. Het centrale thema waren de persoonlijke voordelen van familieplanning door te focussen op de harmonie van een familie. 

### Resultaten van Acompaname
In 1977 tot 1986, toen deze Mexicaanse soaps uitgezonden werden, kende het land een populatiedaling met 34%. Hiervoor werd Mexico in mei 1986 beloond met de United Nations Population Price. Het was dat jaar het succesvolste populatieverschijnsel van de wereld. Het contact met bureaus van gezinsplanning steeg aanzienlijk. Het aantal geïnteresseerden ging van -10 naar 500, nadat de serie uitgezonden werd. 2000 vrouwen meldden zich ook aan als vrijwilligsters om informatie te geven over gezinsplanning. Men nam ook een stijging van 23% waar in verband met anticonceptiemiddelen.

## Population Media Center
Het Population Media Center (PMC) is de organisatie die de soaps organiseert en de resultaten checkt. In onze maatschappij wordt alles door hen geregeld. Zij voeren onderzoek naar de nood van de samenleving en schrijven vervolgens soaps over het thema. Wanneer deze soaps getoond worden, gaan ze op zoek naar de effecten.